# 1905 dans les parcs de loisirs
| Années des parcs de loisirs : 1902 - 1903 - 1904 - 1905 - 1906 - 1907 - 1908    |
| Décennies des parcs de loisirs : 1870 - 1880 - 1890 - 1900 - 1910 - 1920 - 1930 |

## Les parcs d'attractions

### Ouverture
- Electric Park à Fort Smith ( États-Unis)
- Electric Park à Galveston ( États-Unis)
- Electric Park à Pensacola ( États-Unis)
- Luna Park (Cleveland) ( États-Unis) ouvert au public le 18 mai.
- White City (Chicago) (en) ouvert au public le 26 mai.
- Oaks Amusement Park (en) ( États-Unis) ouvert au public le 30 mai.
- Indianola Park ( États-Unis) ouvert au public le 8 juin.
- White City (Massachusetts) ( États-Unis) ouvert au public le 18 juin.
- Wonderland Amusement Park (Minneapolis) (en) ( États-Unis)

## Les attractions

### Montagnes russes
| Nom            | Type/Modèle | Constructeur        | Parc                    | Pays       |
| -------------- | ----------- | ------------------- | ----------------------- | ---------- |
| Figure 8       | Bois        | T. M. Harton        | Crystal Beach Park (en) | Canada     |
| Scenic Railway | Bois        | Frederick Ingersoll | Kennywood               | États-Unis |

### Autres attractions
| Nom                 | Type/Modèle     | Constructeur                  | Parc                     | Pays        |
| ------------------- | --------------- | ----------------------------- | ------------------------ | ----------- |
| Chesapeake Carousel | Carrousel       | Dentzel Carousel Company      | Watkins Regional Park    | États-Unis  |
| Carousel            | Carrousel       | Dentzel Carousel Company      | Ontario Beach Park       | États-Unis  |
| Carousel            | Carrousel       | Philadelphia Toboggan Company | Euclid Beach Park        | États-Unis  |
| River Caves         | Barque scénique |                               | Blackpool Pleasure Beach | Royaume-Uni |

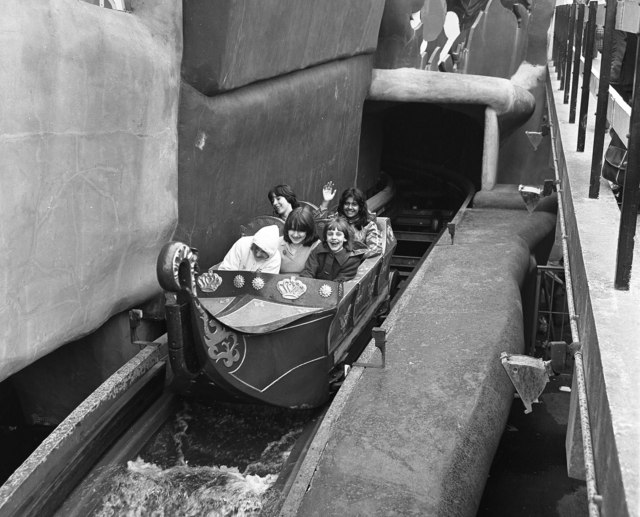
River Caves à Blackpool Pleasure Beach

## Hôtel

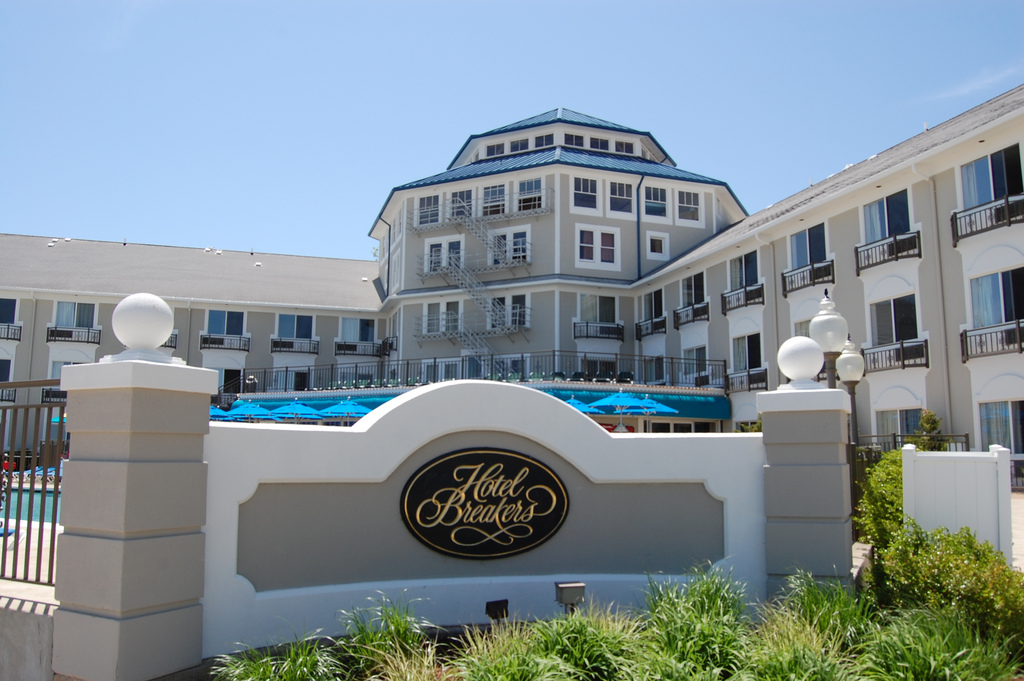
Hotel Breakers à Cedar Point

- Hotel Breakers à Cedar Point